# 太田喜二郎
太田 喜二郎（おおた きじろう、1883年（明治16年）12月1日 - 1951年（昭和26年）10月27日）は、京都の洋画家。東京美術学校で黒田清輝に学んだ後、ベルギーに渡り、点描技法によって眩い光をとらえる現地の印象派を学んだ。

## 経歴

### 外光派に学ぶ
1883年（明治16年）京都市上京区の織物商の家に生まれる。進学した京都府尋常中学校（1899年に京都府第一中学校と改称）の同級には美術評論家・岩村透の弟がいて、太田は岩村家と交流を持つことで具体的に洋画の道を志すようになった。
1902年（明治35年）同校を卒業後上京し、東京外国語学校で英語を学びながら「白馬会洋画研究所」に通う。翌年、東京美術学校（現・東京藝術大学美術学部）入学。東京外国語学校英語科卒業後は仏語科に入学し、画学修行と並行して語学を身に着けた。

### ベルギー留学
1908年（明治41年）東京美術学校を卒業すると、師・黒田清輝の推挙で、当時の日本人画家としては珍しくベルギー・ゲントに留学。ゲント市立美術学校に通う一方で、ベルギー印象派・ルミニスムの画家、エミール・クラウスに直接指導を受けた。
ルミニスムは、フランスの印象派、特にスーラの新印象主義に影響を受けながら、光の表現をより強く志向した一派で、時に象徴主義的に神秘性を帯び、時に表現主義的な激しい筆致が見られる。技法的には、点描表現と逆光の中に対象をとらえることを特徴とし、フランスの新印象主義に比べて人物画を積極的に描いた。
日本では穏健な印象派の流れを汲む外光派の指導を受けていた太田にとって、ルミニスムの激しさは衝撃的であったようだが、光を描くことの先に生命の神秘や人が生きることの意味まで描き取ろうとするルミニスムの精神性を身につけ、1913年（大正2年）帰国した。

### 京都での活躍
帰国後は京都の愛宕郡高野村（現・京都市左京区上高野八幡町）にある竹林寺内に居を定め、京都郊外の農耕労働をテーマに点描技法で描いた。
帰国翌年の1914年（大正3年）、滞欧期の代表作《赤き日傘》（新潟大学蔵）を東京大正博覧会に出品し二等賞を受賞。同年、日本の風俗を点描技法で描いた《帰り路（樵婦帰路）》（静岡県立美術館蔵）を第8回文展に出品し二等賞を受賞。欧風の新潮流を日本洋画壇に移植しようとする試みが見られる。翌第9回に《薪》（京都国立近代美術館蔵）を出品し二等賞受賞、第10回では《桑つみ》（東京国立近代美術館蔵）を出品し推薦となった。
このように帰国後のデビューは華々しいものであったが、その評価は芳しいものばかりではなく、当時のヨーロッパの象徴主義や表現主義などの前衛的な要素が複雑に散りばめられたベルギーの印象派が適切に理解されるには時を待たねばならなかった。

### 後進の育成と画風の変化
1917年（大正6年）、京都市立美術工芸学校・絵画専門学校両校（現・京都市立芸術大学）の講師を嘱託される。この年、京都市内に転居。1919年（大正8年）第1回帝展審査員、以後歴任。1920年（大正9年）には京都帝国大学工学部講師を嘱託され、公的地位を確立していく。
ところが、1917年を最後に太田は点描技法を棄て、平滑な筆致による写実的な印象主義へと画風を変化させた。光の効果への探究心は変わらず、1921年（大正10年）第3回帝展出品作の《菜種刈り》（京都国立近代美術館蔵）や、第5回出品作の《洛北の農家》（京都国立近代美術館蔵）に、屋外で働く人々を光のコントラストで明快に描き出す特徴が見られる。
1934年（昭和9年）には明治神宮聖徳記念絵画館の壁画《黄海海戦図》の完成に力を注いだ。黄海海戦の実地踏査をして大連に赴いたり、戦艦に乗艦したり、黄海海戦と同じ9月17日に海と陸地の色を確認することまでしており、明るい光と堅牢な構成が特徴的な、晩年の代表作のひとつ。
1936年（昭和11年）「紫野洋画研究所」を開設、翌年「華畝会」を主宰して後進を指導した。またはやくから「光風会展」に出品して光風会会員となった。1947年（昭和22年）京都市立美術専門学校教授、1950年（昭和25年）京都市立美術大学名誉教授、京都学芸大学教授に就任するも、1951年（昭和26年）脳溢血で死去。享年67歳。